# 이노우에 유타카
이노우에 유타카(일본어: 井上 裕, 1927년 11월 17일~2008년 6월 22일)는 4선 참의원 의원을 지낸 일본의 정치인이다.

## 생애
1927년 11월에 지바현 나리타시에서 태어났다. 구제 나리타 중학교와 구제 도쿄치과의학전문학교(현 도쿄 치과대학)을 졸업했다. 1963년 지바현의회 의원 선거에 출마해 당선되면서 정치인이 되었고 이후 3선 현의원을 지냈다.
1972년 총선에 무소속으로 출마했지만 낙선했다. 4년 뒤 1976년 총선에 역시 무소속으로 재도전하여 1위로 당선했다. 이때 우노 도루와 함께 보수 계열 무소속으로 당선됐는데 자유민주당 공천을 받고 출마한 미즈노 기요시와 야마무라 신지로는 모두 낙선했다. 이노우에는 당선 이후 자민당에 입당했으며 1979년 총선에 자민당 후보로 재선을 노렸지만 낙선했다. 그런데 이번 선거에선 미즈노와 야마무라가 무소속으로 출마해 모두 당선됐다.
이후 이노우에는 1년 뒤인 1980년에 참원선에 자민당 공천을 받고 출마했는데 당선됐다. 1983년 제2차 나카소네 내각에서 대장정무차관을 지냈고 1990년 제2차 가이후 내각 (개조)에서 문부상으로 입각했다. 1995년에는 참의원 예산위원장을 지냈다.
1998년 자민당 참의원 의원회장에 취임했다. 2000년에는 참의원 의장 사이토 주로가 참의원 비례구에 비구속식 정당명부제 도입을 둘러싸고 여야간 대립이 격화하는 걸 제대로 중재하지 못한 책임을 지고 물러나자 후임 의장이 되었다. 하지만 여야간 극심한 대립의 여파로 의장에 취임하자마자 일본사회당이 의장 불신임 결의안을 제출하는 사태로 치달았지만 부결됐다. 같은 해 11월에 훈1등 욱일대수장을 수훈했다. 사이토는 의장 재임 중에 참의원의 권위 회복을 위해 각 회파의 대표로 구성된 참의원 개혁협의회를 신설하고 국가 결산 기능 강화를 꾀하는 등의 노력을 했다.
2002년 4월 이노우에의 비서가 가마가야시 뇌물 사건에 연루된 사실이 드러나자 책임을 지는 차원에서 4월 22일 의장직을 사임하고 5월 8일엔 의원직에서도 물러났다.
2008년 6월 간질성 폐질환으로 지바현 이치카와시의 한 병원에서 사망했다. 사후에 종2위에 추서됐다.

## 역대 선거 기록
|  | 12.7% |

|  | 16.2% |

|  | 12.6% |

|  | 51.06% |

|  | 51.59% |

|  | 52.07% |

|  | 31.41% |

| 전임 호리 고스케 | 제115대 문부대신 1990년 12월 29일~1991년 11월 5일 | 후임 하토야마 유키오 |

| 전임 사이토 주로 | 제23·24대 일본 참의원 의장 2000년 10월 19일~2002년 4월 22일 | 후임 구라타 히로유키 |